# Acacia scopulorum
Acacia scopulorum — вид квіткових рослин з родини бобових. Ареал: Австралія (Північна територія).

## Середовище
A. scopulorum поширений лише у верхніх басейнах східних приток річки Нурлангі-Крік у Національному парку Какаду, що на Північній території. Він росте на піску та гравії на схилах, а також у тріщинах пісковика.

## Біоморфологічна характеристика
Це дерево або великий кущ до 5 метрів заввишки, гілки якого іноді розлогі. Гілочки гладенькі, кутасті та темно-червоні. Гладкі філодні листки вузькі, у довжину 7–11 см і вшир 4,5–6 мм, з 8–14 поздовжніми жилками. Жовті колоски суцвіття парні у верхніх пазухах листків, у довжину від 3,5 до 4,5 см, на квітконіжках довжиною 1,5–2 мм. Квітки чотиричастинні з коротколопатевою чашечкою довжиною 0,5 мм, гладенькою, за винятком кількох волосків на частках. Сильно відігнутий віночок лопатевий до рівня чашечки та довжиною близько 1,5 мм. Тичинки мають довжину близько 2,5 мм, а зав'язь гладка. Гладкі стручки прямі або злегка вигнуті, до 9 см завдовжки та 2 мм завширшки, з мережею жилок та потовщеними краями; вони підняті над насінням. Насіння лежить поздовжньо, розміром 2–2,5 × 1,5–1,7 мм.